# 旭川中央郵便局
旭川中央郵便局（あさひかわちゅうおうゆうびんきょく）は、北海道旭川市にある郵便局。民営化前の分類は集配普通郵便局。

## 概要
長らく旭川市を含む道北地域の中心的な郵便局だったが、郵便事業に関しては、交通手段の変化もあり2002年（平成14年）、道北・オホーツクエリアの地域区分業務を旭川東郵便局に移管した。

### 併設施設
- かんぽ生命保険旭川支店

### 分室
分室はなし。過去に存在した分室は以下のとおり。
- 春光分室 - 1961年（昭和36年）に廃止。

## 沿革
- 1893年（明治26年）12月16日 - 旭川郵便電信局（三等）として開設[1]。
- 1894年（明治27年）12月1日 - 為替・貯金取扱を開始。
- 1903年（明治36年）4月1日 - 通信官署官制の施行に伴い旭川郵便局（二等）となる。
- 1947年（昭和22年）12月11日 - 郵便局で取扱う電話通話事務を除く電話事務を旭川電話局に移管[2]。
- 1948年（昭和23年）8月26日 - 旭川市近文三線四号に春光分室を設置[3]。
- 1957年（昭和32年）1月21日 - 電話通話および和文電報受付事務の取扱を開始。
- 1958年（昭和33年）12月1日 - 春光分室において、電話通話および和文電報受付事務の取扱を開始。
- 1961年（昭和36年）
  - 12月1日 - 春光分室を廃止。同日、旭川春光郵便局を設置。
  - 12月17日 - 和文電報受付および電話通話業務を廃止。
  - 12月18日 - 旭川市四条通九丁目から同市六条通九丁目に移転。
- 1981年（昭和56年）10月5日 - 旭川市六条通九丁目から同市六条通六丁目に移転。
- 1988年（昭和63年）3月1日 - 局名の読みを「あさひがわ」から「あさひかわ」に変更。
- 1990年（平成2年）7月2日 - 旭川中央郵便局に改称[4]。
- 1992年（平成4年）8月3日 - 外国通貨の両替および旅行小切手の売買に関する業務取扱を開始。
- 2002年（平成14年）7月29日 - 07・09地域区分局の業務を旭川東郵便局（〒078-8799）に移管。旭川北郵便局[5]（〒071-8799→〒071-8131）から集配業務を移管。
- 2007年（平成19年）10月1日 - 民営化に伴い、併設された郵便事業旭川支店、かんぽ生命保険旭川支店に一部業務を移管。
- 2012年（平成24年）10月1日 - 日本郵便株式会社の発足に伴い、郵便事業旭川支店を旭川中央郵便局に統合。
- 2014年（平成26年）8月18日 - ゆうゆう窓口の24時間営業を廃止。

## 取扱内容

### 旭川中央郵便局
- 郵便、印紙、ゆうパック、チルドゆうパック、内容証明
- 貯金、為替、振替、振込、国際送金、外貨両替、国債、投資信託[6]
- 生命保険、バイク自賠責保険、自動車保険、変額年金保険[6]
- 地方公共団体事務（旭川市高齢者バス料金、旭川市助成乗車証、旭川市バス割引乗車証の交付）
- ゆうちょ銀行ATM
- 旭川市内の一部地域（郵便番号が070-00xx、070-08xx、070-09xx、070-80xx、071-81xxで始まる地域）の集配業務
- ゆうゆう窓口

### かんぽ生命保険旭川支店
- 個人向け窓口業務は、郵便局が代理店として行う。

## 風景印
- 図柄は旭橋とナナカマドに止まっているキレンジャクと大雪山連峰。局名表記は「旭川中央」。
- 使用開始日は1990年（平成2年）7月2日

## 周辺
- 旭川市役所
- 常磐公園
- 旭川市民文化会館
- NHK旭川放送局
- 国道12号
- 国道39号

## アクセス
- JR旭川駅から徒歩約15分
- 道北バス、旭川電気軌道バス 6条昭和通り停留所下車
- 道央自動車道 旭川鷹栖ICから南東へ約5km
- 国道40号沿い
- 駐車場あり：11台